# 针枝柄参
针枝柄参（学名：Cladolabes aciculus）为硬瓜参科枝柄参属的动物。分布于毛里求斯、孟加拉湾、菲律宾、印度尼西亚、澳大利亚、斐济群岛以及中国大陆的西沙群岛等地，常生活于珊瑚礁区域以及躲藏在碎珊瑚下。该物种的模式产地在斐济群岛。